# Klütaimnésztra
Klütaimnésztra (Κλυταιμήστρα) a görög mitológiában Tündareósz és Léda lánya, Helené nővére, Agamemnón felesége, Iphigeneia, Oresztész, Khrüszotemisz és Élektra anyja. (A lányok neve Homérosznál még Iphigeneia helyett Iphianassza, Élektra helyett Laodiké.)

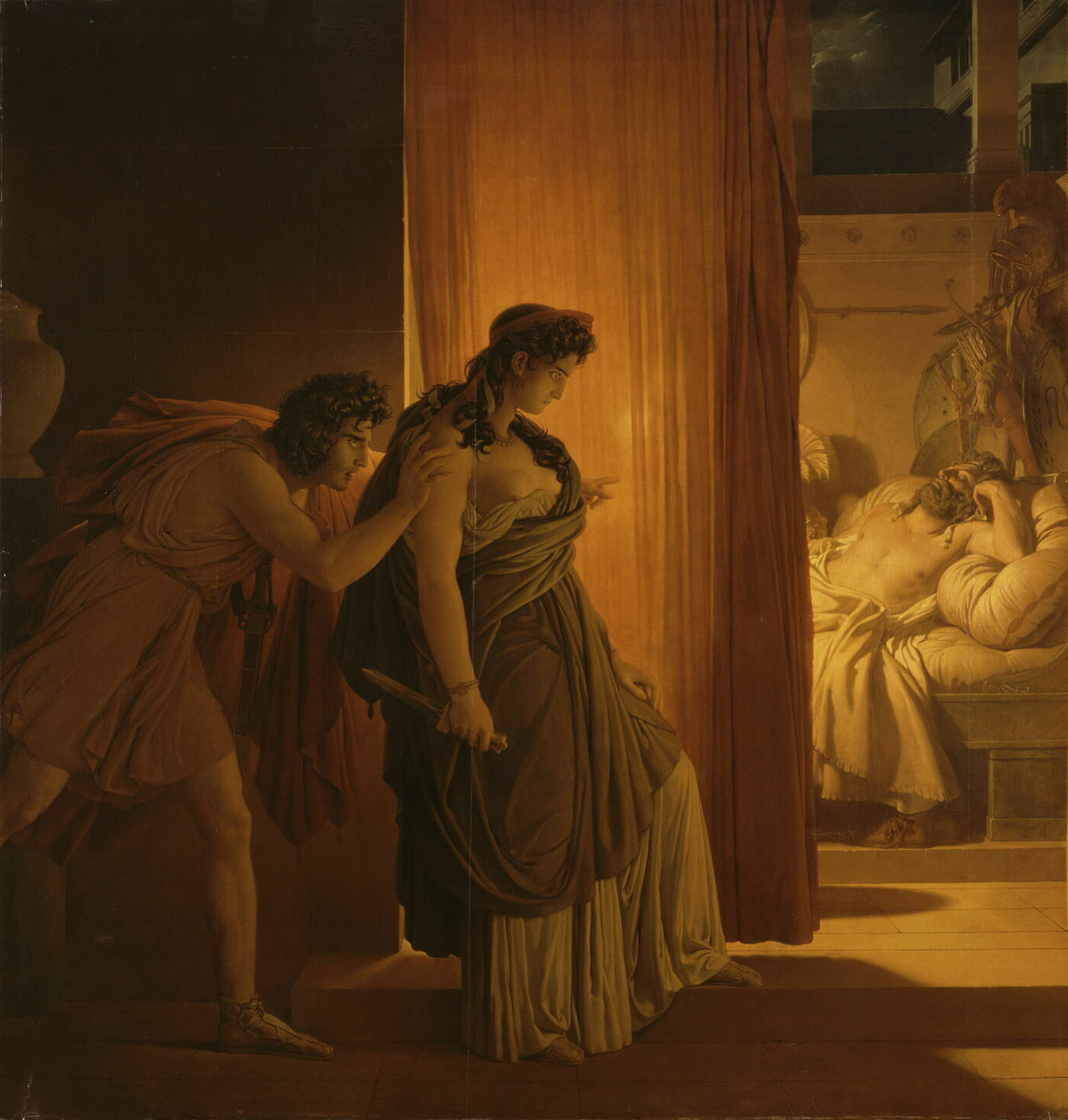
Pierre-Narcisse Guérin: Klütaimnésztra tétovázik Agamemnón meggyilkolása előtt

Klütaimnesztra meggyűlölte férjét, amikor az a trójai háború sikere érdekében feláldozta lányukat, Iphigeneiát. (Artemisz a Hold és a vadászat szűz istennője, megharagudott Agamemnónra, amiért a szent szarvasát vadászata közben lelőtte. Ezért hát megfosztotta a görög flottát a széltől, így nem tudtak támadást indítani Trója ellen, míg Agamemnón véráldozatot nem mutatott be neki.) Ezért szeretőjével, Aigiszthosszal együtt kitervelte férje meggyilkolását. Hiába figyelmeztette a trójai háborúból visszatérő Agamemnónt a hadizsákmányként elhurcolt Kasszandra, belesétált a csapdába, amelyet Klütaimnésztra állított és így lelte halálát. Évekkel később Oresztész megbosszulta apja halálát, megölve anyját és annak bűntársát.

## Klütaimnésztra a művészetben
1958-ban az amerikai koerográfus Martha Graham alkotott egy egész estét betöltő modern táncelőadást Klütaimnésztra (angolul: Clytemnestra) címmel.